# Hayley Connor
Hayley Connor (* 13. Dezember 1984) ist eine englische Badmintonspielerin. 

## Karriere
Hayley Connor wurde 2003 englische Juniorenmeisterin im Damendoppel mit Jenny Day. 2004 siegte sie bei den Iceland International, 2005 bei den Welsh International. 2006 gewann sie Bronze bei den Weltmeisterschaften der Studenten.

## Sportliche Erfolge
| Saison | Veranstaltung                             | Disziplin   | Platz | Name                          |
| ------ | ----------------------------------------- | ----------- | ----- | ----------------------------- |
| 2003   | England: Einzelmeisterschaft der Junioren | Damendoppel | 1     | Jenny Day / Hayley Connor     |
| 2004   | Iceland International                     | Mixed       | 1     | Peter Jeffrey / Hayley Connor |
| 2005   | Welsh International                       | Damendoppel | 1     | Hayley Connor / Heather Olver |
| 2006   | Weltmeisterschaften der Studenten         | Mixed       | 3     | Robert Adcock / Hayley Connor |

## Referenzen
- Hayley Connor beim Badminton-Weltverband

| Personendaten    | Personendaten                |
| ---------------- | ---------------------------- |
| NAME             | Connor, Hayley               |
| KURZBESCHREIBUNG | englische Badmintonspielerin |
| GEBURTSDATUM     | 13. Dezember 1984            |